# Stefan Cwojdziński
Stefan Cwojdziński (ur. 9 listopada 1947 we Wrocławiu, zm. 30 marca 2024) – polski geolog, specjalista w zakresie kartografii geologicznej i geotektoniki.

## Wykształcenie
W 1961 ukończył Szkołę Podstawową nr 66 we Wrocławiu, a w 1965 – II Liceum Ogólnokształcące im. Piastów Śląskich.
Studia geologiczne na Wydziale Nauk Przyrodniczych Uniwersytetu Wrocławskiego w specjalizacji geologii stratygraficzno-poszukiwawczej ukończył w czerwcu 1970 pracą magisterską Zdjęcie geologiczne okolic Zgorzelca, wykonaną pod kierunkiem Józefa Oberca.

## Prace badawcze 1970–1984
Pracę zawodową rozpoczął 1 sierpnia 1970 w Samodzielnej Pracowni Zdjęć Geologicznych Oddziału Dolnośląskiego Instytutu Geologicznego we Wrocławiu. W latach 1970. uczestniczył w realizacji Szczegółowej Mapy Geologicznej Sudetów w skali 1:25 000 na obszarze metamorfiku lądecko-śnieżnickiego oraz intruzji granitoidów kłodzko-złotostockich (arkusze Złoty Stok, Trzebieszowice, Krosnowice, Stronie Śląskie oraz, we współpracy, arkusze Strachocin-Bielice i Bystrzyca Kłodzka).
Efektem tych prac były referaty oraz publikacje w Kwartalniku Geologicznym i Biuletynie Instytutu Geologicznego. Dotyczyły one ewolucji tektono-metamorficznej strefy dyslokacyjnej Złoty Stok – Skrzynka, a także ewolucji strukturalnej krystaliniku wschodniej części Ziemi Kłodzkiej i granitoidów kłodzko-złotostockich.
W latach 1970. zajmował się także tektoniczno-płytową syntezą rozwoju Waryscydów Polski SW (1977–1978) i tektoniczno-płytową ewolucją Polski. Zaproponował, aby sudecki kompleks skał zasadowo-ultrazasadowych uznać za kompleks ofiolitowy.
Na początku lat 1980. opracował arkusz Niemcza na obszarze bloku przedsudeckiego w zakresie skał podłoża krystalicznego. Wydzielił tam zespół skał kataklastycznych, zwracając uwagę na ścięciowy charakter deformacji.
Pracę doktorską Ewolucja makroenklaw na tle intruzyjnej i postintruzyjnej tektoniki kłodzko-złotostockiego masywu granitoidowego obronił 13 marca 1981 w Oddziale Dolnośląskim IG. Promotorem był Leszek Sawicki, a recenzentami Wacław Ryka, Józef Oberc oraz Alfred Majerowicz.

## Praca za granicą
W 1984 został skierowany do pracy w Dwustronnej Polsko-Mongolskiej Ekspedycji Geologicznej. Do czerwca 1986 pracował na pustyni Gobi jako kierownik zespołu geologiczno-kartograficznego. Efektem prac była szczegółowa mapa geologiczna masywu syenitów alkalicznych Ługijn-goł wraz z ich osłoną w skali 1:25 000, ze szczególnym uwzględnieniem żył karbonatytowych z mineralizacją pierwiastków ziem rzadkich.
Od listopada 1986 do marca 1988 pracował w ramach kontraktu GEOPOLu w algierskim przedsiębiorstwie EREM, w grupie rozpoznającej skały karbonatytowe z pierwiastkami ziem rzadkich, w zachodniej części Hoggaru na Saharze (rejon Ihouhauene w bloku In Ouzzal). Efektem tych prac, wykonanych razem z Andrzejem Stachowiakiem z Przedsiębiorstwa Geologicznego we Wrocławiu i personelem algierskim, były regionalne mapy geologiczne w skali 1:200 000, mapy geologiczne 1:50 000 wybranych regionów oraz szczegółowe mapy geologiczne 1:5000 obszarów złożowych.

## Popularyzacjateorii ekspansji Ziemi
Podczas pracy w Mongolii napisał pracę, w której ukazał perspektywy rozwoju teorii ekspansji na tle stanu współczesnej geotektoniki (wyd. PAN, 1989). Później sformułował tezę o stopniowym wypłaszczaniu litosfery kontynentalnej pod wpływem rozszerzania się Ziemi.
W 1993 brał udział w konferencji Frontiers of fundamental Physics w Olimpii w Grecji, na której omawiano modele Ziemi ekspandującej. W 1994 zorganizował, razem z Janem Koziarem z Uniwersytetu Wrocławskiego, sesję naukową Zagadnienia ekspandującej Ziemi we Wrocławiu i w Sosnówce koło Karpacza. Nawiązał kontakty ze światowymi znawcami teorii ekspansji Ziemi, m.in. z S. W. Careyem z Tasmanii. W 1997 zorganizował pobyt w Polsce australijskiego ekspansjonisty Jamesa Maxlowa, podczas którego zaprezentował on swoją kolekcję 11 modeli ekspandującej Ziemi. Ta unikalna kolekcja została zakupiona przez PIG i stanowi dziś własność Muzeum Geologicznego. W 2001 był recenzentem jego pracy doktorskiej, obronionej na Uniwersytecie Curtin w Zachodniej Australii.
W 2003 brał udział w międzynarodowym kolokwium Erdexpansion – eine Theorie auf dem Prüfstand w Theuern w Bawarii. W tym samym roku opublikował w PGI Special Papers monografię The tectonic structure of the continental lithosphere considered in the light of the expanding Earth theory – a proposal of a new interpretation of deep seismic data. Na jej podstawie Rada Naukowa PIG 13 stycznia 2005 przyznała mu stopień doktora habilitowanego. W marcu 2006 Minister Środowiska powołał go na stanowisko docenta w Państwowym Instytucie Geologicznym.

## Inne prace badawcze 1988–2009
Po powrocie do kraju w 1988 z Algierii współuczestniczył w opracowaniu arkuszy Wleń (1988) i Wojcieszów (1994) Szczegółowej Mapy Geologicznej Sudetów 1:25 000 na obszarze jednostki kaczawskiej oraz arkuszy Jegłowa i Jordanów Śląski Szczegółowej Mapy Geologicznej Polski 1:50 000 (1994) we wschodniej części bloku przedsudeckiego.
1 października 1988 został powołany na stanowisko kierownika Oddziału Dolnośląskiego PIG, a od 15 września 1994 na dyrektora tej placówki; był nim do końca roku 2000.
Od tego momentu badał paleozoiczną ewolucję Polski SW i wgłębną budowę geologiczną Polski. W 1989 włączył się do współpracy międzynarodowej w ramach programu EUROPROBE. Zajął się m.in. geologiczną interpretacją danych stripingu grawimetrycznego dla odtworzenia wgłębnej budowy geologicznej regionu dolnośląskiego. W efekcie skonstruowana została mapa geologiczna na poziomie –5000 m ppm.
Na XIII Kongres Karbonu i Permu, który odbył się w 1995 w Krakowie, opracował występowanie skał karbońskich w Polsce SW na tle paleotektonicznych warunków ich sedymentacji. Problematykę tę kontynuował w latach 1994–1997 w ramach projektu badawczego KBN Wgłębna struktura i paleogeodynamika Waryscydów Polski – rola stref ścinań w paleozoicznej akrecji skorupy kontynentalnej.
W latach 1999–2002 współpracował w realizacji projektu badawczego KBN Geneza i pozycja stratygraficzna podkambryjskich i podordowickich anchimetamorficznych skał w południowej Polsce – przedpole orogenu neoproterozoicznego?, a w latach 1998–2001 – europejskiego projektu PACE – Paleozoic amalgamation of Central Europe.
Poza tym w okresie 2002–2009 był koordynatorem regionalnym Szczegółowej Mapy Geologicznej Polski w skali 1:50 000 dla arkuszy dolnośląskich oraz współautorem arkuszy Jelenia Góra, Wojcieszów, Kowary, Strzelin, Niemcza, Ząbkowice Śląskie, Otmuchów i Złoty Stok.
Od roku 2006 zajął się geoturystyką. Efektem był, wydany przez PIG w 2007, przewodnik geoturystyczny dla turystów samochodowych wzdłuż trasy Nysa–Złoty Stok–Kłodzko–Wałbrzych–Jelenia Góra. Uczestniczył także w realizacji polsko-czeskiego projektu Geostrada sudecka.

## Odznaczenia i wyróżnienia
- 1994 – Odznaka „Zasłużony dla polskiej geologii”
- 1995 – tytuł Dyrektora Górniczego III stopnia
- 1998 – Złota Odznaka Państwowego Instytutu Geologicznego

## Wybrane publikacje
- Cwojdziński S., 2003, The tectonic structure of the continental lithosphere considered in the light of the expanding Earth theory – a proposal of a new interpretation of deep seismic data, Polish Geological Institute Special Papers, v. 9, 80 pp., Warszawa.